# Liki (Indonésie)
Pour les articles homonymes, voir Liki.
Liki, également appelée Lifendo, est une île indonésienne dans l'océan Pacifique. C'est une île frontalière et le point le plus oriental de l'Indonésie.[réf. nécessaire]